# 胡鍵 (政治人物)
胡鍵（1460年—？），字希準，直隸大名府長垣縣（今河南長垣縣）人，軍籍，明朝政治人物。

## 生平
弘治五年（1492年）壬子科順天鄉試舉人。弘治九年（1496年）丙辰科二甲第五十名進士。历官河南府知府，正德六年（1511年）十二月升陝西布政使司右參政，十二年正月考察以不謹冠帶閑住。

## 家族
曾祖胡友誠，贈工部左侍郎；祖父胡震，贈工部左侍郎；父胡睿，工部左侍郎。母張氏（封口人）。慈侍下。兄胡銘（监生）。弟胡錠。
胡鍵為胡睿仲子。有弟胡錠。